# Rudebeckia
Rudebeckia är ett släkte av kackerlackor. Rudebeckia ingår i familjen småkackerlackor.
Kladogram enligt Catalogue of Life:
| Rudebeckia | \| \| Rudebeckia natalensis \| \| \| \| \| \| Rudebeckia ovambo \| \| \| \| \| \| Rudebeckia zulu \| \| \| \| |
|            | \| \| Rudebeckia natalensis \| \| \| \| \| \| Rudebeckia ovambo \| \| \| \| \| \| Rudebeckia zulu \| \| \| \| |
|            | Rudebeckia natalensis                                                                                         |
|            | |
|            | Rudebeckia ovambo                                                                                             |
|            | |
|            | Rudebeckia zulu                                                                                               |
|            | |